# Manoir d'essor
Le Manoir d'essor est une sculpture monumentale de Jean Dubuffet.